# Pacific Journal of Mathematics
Le Pacific Journal of Mathematics est une revue scientifique de mathématiques générales. Elle est soutenue financièrement par un certain nombre d'universités et d'instituts de recherche principalement nord-américains, mais aussi asiatiques et australiens du pourtour du Pacifique, et est publiée en leur nom par Mathematical Sciences Publishers, une maison d"édition académique sans but lucratif. Les institutions de soutien contribuent au coût de publication de ce journal, mais elles ne sont ni propriétaires ni éditeurs et ne sont pas responsables de son contenu. La revue est gérée par des mathématiciens .
Le journal a été fondé en 1951 par František Wolf et Edwin F. Beckenbach, et a été publié sans interruption depuis, avec six volumes de deux numéros par an, totalisant en 2017 plus de 3000 pages. Occasionnellement, le journal publie des numéros spéciaux, en l'honneur de mathématiciens disparus ; par exemple, le volume 279 (2015) a été consacré à la mémoire du mathématicien canadien Robert Steinberg.
Les versions intégrales des articles publiés sont disponibles en ligne sur le site Web de la revue, sur abonnement. Tous les articles publiés dans toutes les revues gérées par Mathematical Sciences Publishers, deviennent libres d'accès cinq ans après leur date de publication.